# Dilshodbek Baratov
Dilshodbek Baratov, född 14 juni 1997, är en uzbekisk judoutövare. Han tävlar i 60 kg-klassen.

## Karriär
Baratov tävlar i 60 kg-klassen. I april 2022 tog han brons vid Grand Slam i Antalya. I oktober 2022 tävlade Baratov vid VM i Tasjkent, där han förlorade bronsmatchen mot kazakiske Jeldos Smetov.
I maj 2023 tog Baratov silver vid VM i Doha efter en finalförlust mot spanske Francisco Garrigós.